# Marionina southerni
Marionina southerni är en ringmaskart som först beskrevs av Cernosvitov 1937.  Marionina southerni ingår i släktet Marionina och familjen småringmaskar. Arten är reproducerande i Sverige. Inga underarter finns listade i Catalogue of Life.